# Dummagere, Hassan
Dummagere là một làng thuộc tehsil Hassan, huyện Hassan, bang Karnataka, Ấn Độ.